# Janalif
Janalif (také Jaꞑalif, Jaŋalif, Yañalif, cyrilicí Яңалиф [jɑŋɑˈlif]IPA – nová abeceda) byla abeceda vyvinutá v Sovětském svazu pro zápis tatarštiny jako náhrada arabského písma, kterým byla tatarština do té doby zapisována. Vývoj abecedy začal v roce 1920. Později sloužila jako základ jednotné turkické abecedy, která byla určena pro zápis všech turkických jazyků na území Sovětského svazu. Některá písmena Janalifu byla převzata při přechodu turkických jazyků na zápis cyrilicí.

## Písmena abecedy
| pořadí písmena                                             | 1   | 2   | 3   | 4   | 5   | 6       | 7   | 8   | 9        | 10       | 11  | 12  | 13  | 14       | 15  | 16  | 17  | 18  | 19  | 20  | 21  | 22       | 23  | 24  | 25  | 26  | 27  | 28         | 29  | 30  | 31  | 32  | 33  | (34.1)  | (34.2) |
| velké písmeno                                              | A   | B   | C   | Ç   | D   | E       | Ə   | F   | G        | Ƣ        | H   | I   | J   | K        | L   | M   | N   | Ꞑ   | O   | Ɵ   | P   | Q        | R   | S   | Ş   | T   | U   | V          | X   | У   | Z   | Ƶ   | Ь   | '       | Ьj     |
| malé písmeno                                               | a   | ʙ   | c   | ç   | d   | e       | ə   | f   | g        | ƣ        | h   | i   | j   | k        | l   | m   | n   | ꞑ   | o   | ɵ   | p   | q        | r   | s   | ş   | t   | u   | v          | x   | y   | z   | ƶ   | ь   |         |        |
| odpovídající písmeno v původním tatarském (arabském) písmu | ﯪ   | ﺏ   | ﺝ   | ﭺ   | ﺩ   | ﺋ       | ﺋﻪ  | ﻑ   | ﮒ        | ﻉ        | ﻩ   | ﻴﺋ  | ﻯ   | ﮎ        | ﻝ   | ﻡ   | ﻥ   | ﯓ   | ﯰ,  | ﯰ   | ﭖ   | ﻕ        | ﺭ   | ﺱ   | ﺵ   | ﺕ   | ﯮ,  | ﻭ          | ﺡ   | ﯮ   | ﺯ   | ﮊ   | ﺋ,  | ء       | ﻴﺋ,    |
| ekvivalent v moderní tatarské abecedě                      | A a | B b | Ç ç | C c | D d | E e     | Ä ä | F f | G g      | Ğ ğ      | H h | İ i | Y y | K k      | L l | M m | N n | Ñ ñ | O o | Ö ö | P p | Q q      | R r | S s | Ş ş | T t | U u | W w        | X x | Ü ü | Z z | J j | I ı | '       | (Í í)  |
| ekvivalent v moderní tatarské azbuce                       | А а | Б б | Ч ч | Җ җ | Д д | Е е (э) | Ә ә | Ф ф | Г г (гь) | Г г (гъ) | Һ һ | И и | Й й | К к (кь) | Л л | М м | Н н | Ң ң | О о | Ө ө | П п | К к (къ) | Р р | С с | Ш ш | Т т | У у | В в (в, у) | Х х | Ү ү | З з | Ж ж | Ы ы | ъ, ь, э | ый     |
| odpovídající písmeno v Janalifu z roku 1927                | A a | B b | Ç ç | C c | D d | E e     | Э ә | F f | G g      | G g      | H h | I i | J j | K k      | L l | M m | N n | Ꞑ ꞑ | O o | Ó ó | P p | K k      | R r | S s | Ш ш | T t | U u | W w        | X x | V v | Z z | Ƶ ƶ | É é |         | Y y    |
| odpovídající písmeno v Janalifu z roku 1924                | A a | B b | C c | J j | D d | Э ә     | E e | F f | G g      | Ĝ ĝ      | H h | I i |     | K k      | L l | M m | N n | Ꞑ ꞑ | O o | Ö ö | P p | Q q      | R r | S s | Ç ç | T t | U u | W w, V v   | X x | Ü ü | Z z | Ƶ ƶ | Ә ә |         | Y y    |

Varianta Janalifu z roku 1924 neobsahovala písmeno Ş. Kromě písmen uvedených v tabulce navíc obsahovala spřežky Dh a Th pro zápis hlásek pro přechodu baškirštiny na cyrilici zapisovaných písmeny Ҙ a Ҫ.